# Shinichi Sato (fotbollsspelare)
Shinichi Sato (佐藤 真一 Sato Shinichi?), född 14 september 1975 i Saga prefektur, är en japansk före detta fotbollsspelare.
Sato började sin karriär 1994 i Cerezo Osaka. 1997 flyttade han till Sagan Tosu. Han avslutade karriären 1999.